# Bolbitis gemmifera
Bolbitis gemmifera là một loài thực vật có mạch trong họ Lomariopsidaceae. Loài này được C. Chr. mô tả khoa học đầu tiên năm 1934.